# 喬伊 (伊利諾伊州)
喬伊（英語：Joy）是位於美國伊利諾伊州默瑟縣的一個村落。

## 地理
喬伊的座標為41°11′49″N 90°52′47″W / 41.19694°N 90.87972°W，而該地最高點為海拔高度209米（即686英尺）。

## 人口
根據2010年美國人口普查的數據，喬伊的面積為1.11平方千米，當中陸地面積為1.11平方千米，而水域面積為0.00平方千米。當地共有人口417人，而人口密度為每平方千米375人。